# Oecetis crassicornis
Oecetis crassicornis är en nattsländeart som beskrevs av Georg Ulmer 1930. Oecetis crassicornis ingår i släktet Oecetis och familjen långhornssländor. Inga underarter finns listade i Catalogue of Life.